# Radosław Paczocha
Radosław Paczocha (ur. 1977) – polski dramaturg, scenarzysta i krytyk teatralny.

## Życiorys
Jest absolwentem Wydziału Polonistyki Uniwersytetu Warszawskiego oraz Wydziału Wiedzy o Teatrze Akademii Teatralnej w Warszawie. Jako krytyk teatralny i publicysta związany był z takimi pismami jak Teatr, Dialog, Scena czy Pamiętnik Teatralny. Trzykrotnie otrzymał stypendium ministra kultury. W latach 2004–2010 był sekretarzem literackim w Teatrze Powszechnym w Warszawie. Obecnie jest zatrudniony jako stały dramaturg w Teatrze Wybrzeże w Gdańsku.
W 2008 otrzymał nagrodę główną na Festiwalu Sztuk Autorskich Windowisko w Gdańsku za swój utwór Zapach czekolady. To samo dzieło znalazło się w finale konkursu Nowe Słuchowisko 2009. W 2009 został laureatem konkursu dramatopisarskiego Metafory Rzeczywistości ze swoją sztuką Przyjaciel. Jego sztuki były czterokrotnie realizowane w Teatrze Telewizji.

## Twórczość

### Utwory dramatyczne
| tytuł                                                     | data prapremiery     | miejsce prapremiery                | data premiery ekranizacji | sposób ekranizacji        |
| --------------------------------------------------------- | -------------------- | ---------------------------------- | ------------------------- | ------------------------- |
| Bar Babylon                                               | 23 października 2010 | Teatr im. Jaracza w Olsztynie      |                           |                           |
| Broniewski                                                | 27 czerwca 2014      | Teatr Wybrzeże w Gdańsku           | 24 marca 2015             | spektakl Teatru Telewizji |
| Być jak Kazimierz Deyna                                   | 7 maja 2010          | Teatr Wybrzeże w Gdańsku           | 1 marca 2013              | film kinowy               |
| Faza delta                                                | 13 stycznia 2012     | Teatr Wybrzeże w Gdańsku           | 13 czerwca 2012           | spektakl Teatru Telewizji |
| Każdemu Everest                                           | 24 października 2015 | Teatr im. Norwida w Jeleniej Górze |                           |                           |
| Kościuszko. Ostatnia bitwa                                | 26 stycznia 2018     | Teatr Nowy w Łodzi                 |                           |                           |
| Przyjaciel                                                | 12 grudnia 2009      | Teatr Polski w Poznaniu            |                           |                           |
| Rachela                                                   | 19 września 2017     | Teatr Telewizji                    | 19 września 2017          | spektakl Teatru Telewizji |
| Rewolucja zwierząt                                        | 30 grudnia 2016      | Teatr im. Jaracza w Olsztynie      |                           |                           |
| Tango Łódź                                                | 24 kwietnia 2016     | Teatr Powszechny w Łodzi           |                           |                           |
| Urodziny, czyli ceremonie żałobne w czas radosnego święta | 7 kwietnia 2017      | Teatr Wybrzeże w Gdańsku           |                           |                           |
| Uwodziciel                                                | 19 września 2014     | Teatr Powszechny w Warszawie       |                           |                           |
| Wizyta                                                    | 30 października 2016 | Teatr Telewizji                    | 30 października 2016      | spektakl Teatru Telewizji |
| Zapach czekolady                                          | 25 grudnia 2009      | Teatr Polskiego Radia              |                           |                           |

źródła:,

### Telewizja i film
| rok  | tytuł                   | typ dzieła                                                                                      |
| ---- | ----------------------- | ----------------------------------------------------------------------------------------------- |
| 2011 | Samo życie              | scenariusze 12 odcinków serialu                                                                 |
| 2012 | Być jak Kazimierz Deyna | scenariusz filmu na podstawie własnej sztuki                                                    |
| 2017 | Dzieje grzechu          | adaptacja powieści Stefana Żeromskiego dla Teatru im. Żeromskiego w Kielcach i Teatru Telewizji |

źródło: